# فرانشيسكو الثالث دي إستي
فرانشيسكو الثالث دي إستي (2 يوليو 1698 - 22 فبراير 1780)؛ هو دوق مودينا وريدجو، وأيضا أصبح سينيوري فاريزي منذ 1765، هو عضو في عائلة إستي العريقة.

## السيرة الذاتية
هو ابن البكر لرينالدو داستي دوق مودينا وريدجو، في حين والدته هي كارلوتا فيليشيتا من براونشفايغ-لونيبورغ ذات الأصول الألمانية، بحيث أنها عضو في عائلة فلف (التي ترجع في نهاية المطاف إلى عائلة إستي أيضا)، وهي شقيقة الإمبراطورة فيلهيلمين أمالي من براونشفايغ-لونيبورغ، وأيضا قريبة ملوك إنجلترا واسكتلندا ولاحقاً ملوك بريطانيا العظمى.
مع 12 فبراير 1720 أصبح متزوجاً بالوكالة من شارلوت أغْلاي داورليان الابنة الثالثة لحاكم فرنسا في ذاك الوقت فيليب الثاني دوق أورليان وفرانسواز ماري دي بوربون ابنة لويس الرابع عشر ملك فرنسا الغير شرعية، تم الحفل الرسمي في يونيو 1720 بعد وصول الأميرة إلى مودينا، وعلى الفور دخلت الأميرة في صراع مع والده الدوق، وأيضا معه، لدرجة أنها حاولت إلغاء الزواج.
في 1734 مع اندلاع حرب الخلافة البولندية ولتجنب الإستيلاء القوات النمساوية-السردينية على الدوقية لجأ فرانشيسكو مع زوجته إلى جنوة ومن ثَّم إلى فرنسا وإنجلترا، لاحقاً تم تجنيده في القوات الإمبراطورية التي تحارب الأتراك العثمانيين في المجر، بحيث تم تعيينه كجندي للمدفعية، في 4 ديسمبر 1737 عاد فرانشيسكو إلى مودينا، بحيث استلم زمام السلطة هُناك بعد وفاة والده، زوجته لم تعد إلى مودينا حتى نهاية يونيو 1739، حاول أن ينقل ولاءه بين بوربون وهابسبورغ مرارةً، ولكن اللعبة لم تنجح، أجبره الإنذار النمساوي-السرديني على الانتقال إلى بادوفا،في 1741 زوج فرانشيسكو ابنه الأمير الوراثي إركولي من ماريا تيريزا كيبو-مالاسبينا وريثة دوقية ماسا وكرارا، مما أعطى لدوقية مودينا منفذ البحري المطلوب، أخيراً مع اندلاع حرب الخلافة النمساوية جُند في الجيش الإسباني، بحيث خدم فيه حتى 1747، ومع ذلك تم احتلال الدوقية وطرده منها، ولم ترجع الدوقية إليها إلا بعد صلح آخن في 1748.
بعد الحروب الخلافة البولندية والنمساوية على طيلة العقدين التاليين أدت إلى تدمير الدوقية وإنهاك اقتصادها، ولأجل استعادته حاول فرانشيسكو بيع اللوحات الثمينة مقابل 100,000 تساكينو إلى أوغست الثالث ملك بولندا وأمير ساكسونيا الناخب، وبذلك تم نقلها إلى درسدن.
في تلك المرحلة لم يعد له حلفاء أقوياء في أوروبا، بعد تدهور علاقاته بشكل كبير مع إسبانيا وفرنسا والنمسا، لذلك في تلك المرحلة الاعتماد أكثر على عائلة هابسبورغ، بحيث أصبح يقترب من النمسا أكثر فأكثر، بناء على الاقتراح الإنجليز، زوج في 1753 حفيدته الصغيرة (أخر سليل من عائلة إستي) من الأرشيدوق فرديناند من النمسا ابن الإمبراطورة ماريا تيريزا الثالث، مقابل ضمان الدوقية ككيان مستقل عن الإمبراطورية، وأيضا تم تعيينه كحاكم دوقية ميلانو النمساوية، حتى بلوغ الأرشيدوق سن البلوغ من بعدها يتولى هو المهام الرسمية عنه.
مع 19 يناير 1761 توفيت زوجته شارلوت أغلاي في باريس، ثم تزوج زواجاً مرغنطياً من أرملة تدعى تيريزا دي كاستيلباركو ومن ثم ريناتا تيريزا دي هاراش، وأيضا في 23 يونيو 1765 تلقى من الإمبراطورة ماريا تيريزا إقطاعية فاريزي ولكنها غير قابلة للتوريث، دخلها في 2 يوليو 1766 بحيث تم استقبله بحفل كبير، لاحقاً قام بتطوير المدينة كثيراً.
توفي الدوق قصر إستي بـ فاريزي في 22 فبراير 1780، خلفه ابنه إركولي الثالث أخر ذكر في العائلة، دفن فرانشيسكو في دير الرهبنة الكبوشية في كاسبينو (تم هدمه وتدمير أثناء الجمهورية الألبية، والتي تم دمج هياكله في أحد مدراس)، ثم نقل رفاته إلى مقبرة جوبيانو.

## الذرية

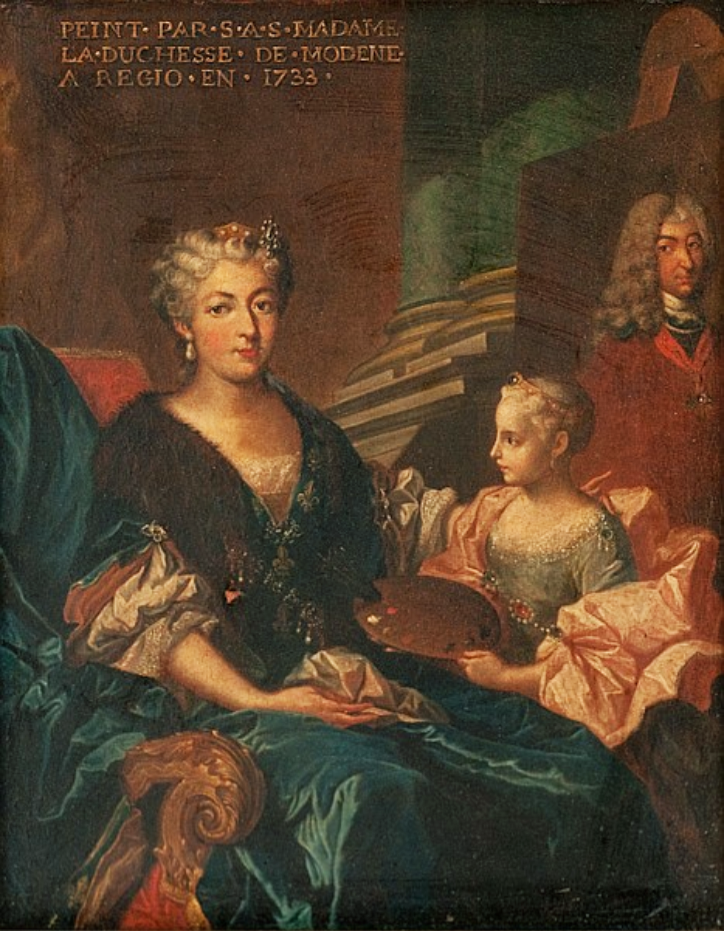
زوجته شارلوت أغْلاي كأميرة الوراثية مع ابنته الكبرى ماريا تيريزا، من صورة في 1733.

كان لفرانشيسكو في مجمل ثلاثة عشر ابناً، عشرةً منهم شرعيين، في حين الثلاثة غير شرعيين.
- ابنائه الشرعيين:-

1. ألفونسو (18 نوفمبر 1723 - 16 يونيو 1725)؛ توفي صغيراً.
2. فرانشيسكو قسطنطين (22 نوفمبر 1724 - 16 يونيو 1725)؛ توفي صغيراً.
3. ماريا تيريزا فيليشيتا (6 أكتوبر 1726 - 30 أبريل 1754)؛ تزوجت من لويس جان ماري دي بوربون دوق بنثيفر؛ لهم ذرية، فهي جدة لويس فيليب الأول ملك الفرنسيين.
4. إركولي الثالث دوق مودينا (22 نوفمبر 1727 - 14 أكتوبر 1803)؛ تزوج من ماريا تيريزا دوقة ماسا؛ لهم ذرية.
5. ماتيلد (7 فبراير 1729 - 14 نوفمبر 1803)؛ غير متزوجة.
6. بياتريس (14 يوليو 1730 - 12 يوليو 1731)؛ توفيت صغيرة.
7. بياتريس (24 نوفمبر 1731 - 3 أبريل 1736)؛ توفيت صغيرة.
8. ماريا فورتوناتا (24 نوفمبر 1731 - 21 سبتمبر 1803)؛ تزوجت من لويس فرانسوا دي بوربون أمير كونتي؛ ليس لديهم ذرية.
9. بنديتو فيليبو (30 سبتمبر 1736 - 16 سبتمبر 1751)؛ غير متزوج.
10. ماريا إليزابيتا إرنستيتا (12 فبراير 1741 - 4 أغسطس 1774)؛ تزوجت من كارلو سالومون كونت سيرافالي.

- أبنائه الغير شرعيين:-
  - فرانشيسكو ماريا (1743-1821)؛ دخل سلك الديني.
  - فيدريكو بينيديتو (1745-1820)؛ كونت سان رومانو، عقد الهدنة لاحقاً مع نابليون.
  - برناردينو (؟ -1750)؛ توفي وهو صغير.

على الرغم من انقراض السلالة من جانب الذكوري مع وفاة ابنه إركولي الثالث في 1803، إلا أنه يعتبر من خلال خط الإناث جد:لويس فيليب الأول ملك الفرنسيين، وخط الذكوري: ماريا بياتريس دوقة ماسا ومن خلالهم هو جد الأكبر لـ: ملوك بلجيكا، ملوك إسبانيا، دوقات لوكسمبورغ الكبار، وأيضا المطالبين بالعرش: الفرنسي والبرازيلي والبلغاري والبرتغالي ودوقات بارما والصقليتين.

## وصلات خارجية
1. 1 2  Dizionario Biografico degli Italiani | FRANCESCO III d'Este, duca di Modena e Reggio (بالإيطالية), 1960, QID:Q1128537
2. ↑  Genealogie ascendante jusqu'au quatrieme degre inclusivement de tous les Rois et Princes de maisons souveraines de l'Europe actuellement vivans [Genealogy up to the fourth degree inclusive of all the Kings and Princes of sovereign houses of Europe currently living] (بالفرنسية). Bourdeaux: Frederic Guillaume Birnstiel. 1768. p. 85. Archived from the original on 2020-01-09.
3. 1 2 3 4 5 6  Romanello, op. cit. in bibl.